# Predigtstuhlbahn
Le Predigtstuhlbahn est un téléphérique situé à Bad Reichenhall en Bavière. Il permet d'accéder au sommet du Predigtstuhl dans le massif des Lattengebirge.
Il s'agit du plus vieux téléphérique du monde fonctionnant encore dans sa configuration d'origine réalisée par Adolf Bleichert & Co..
Sa construction a duré un an seulement. Il a été inauguré le 1er juillet 1928. Depuis 2006, il a été déclaré comme un monument. 

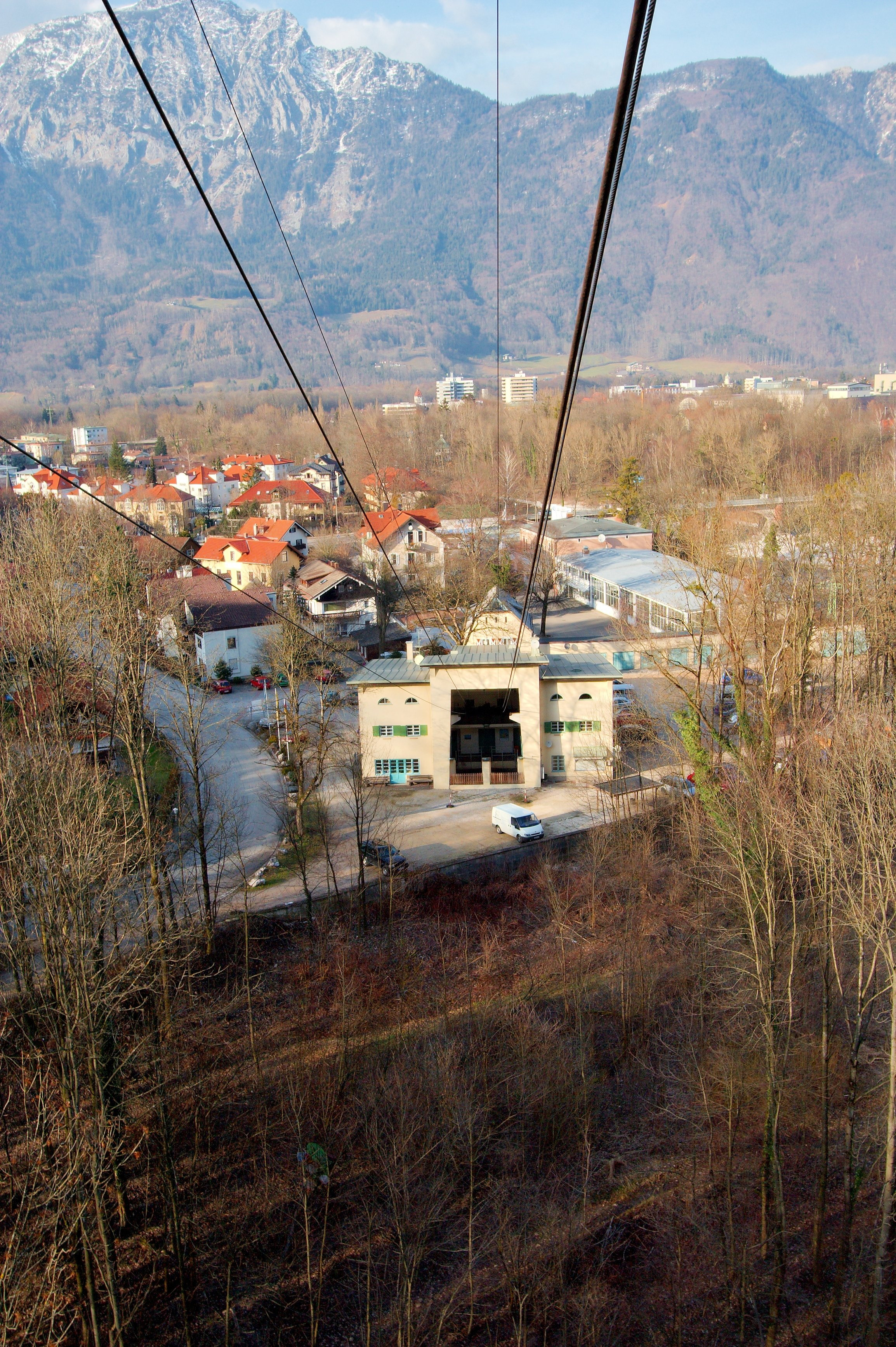
Station de la vallée
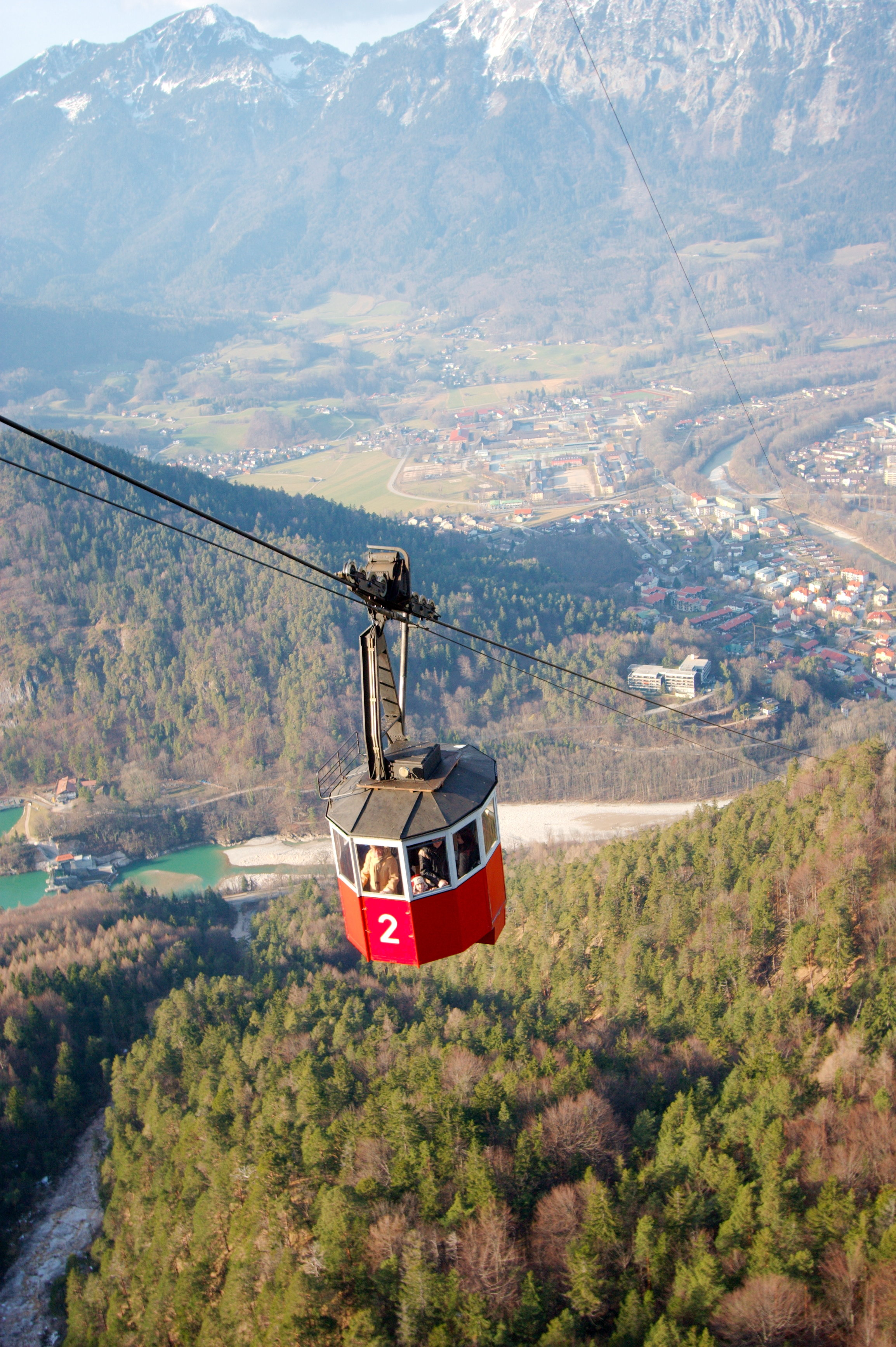
Cabine
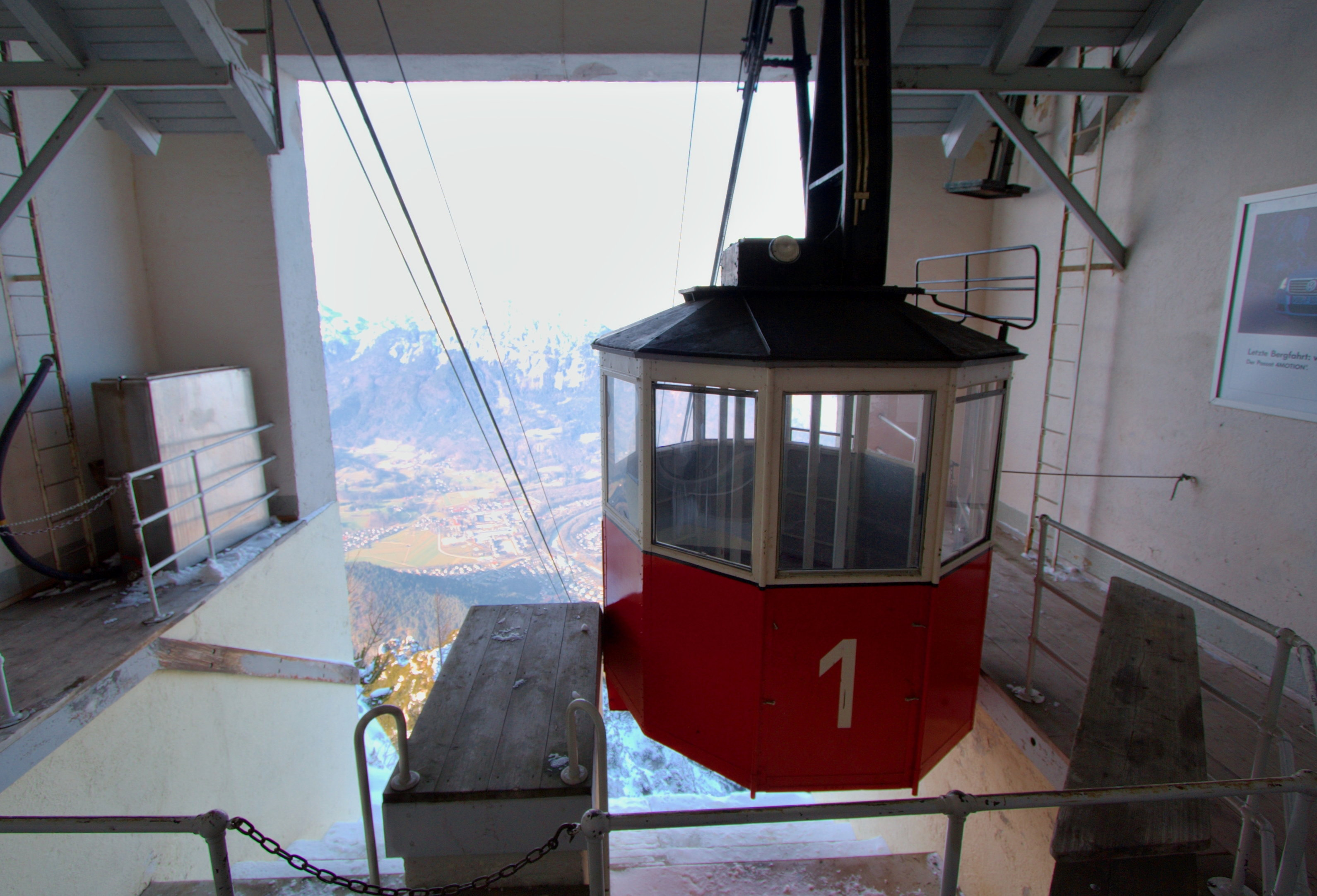
Station du sommet
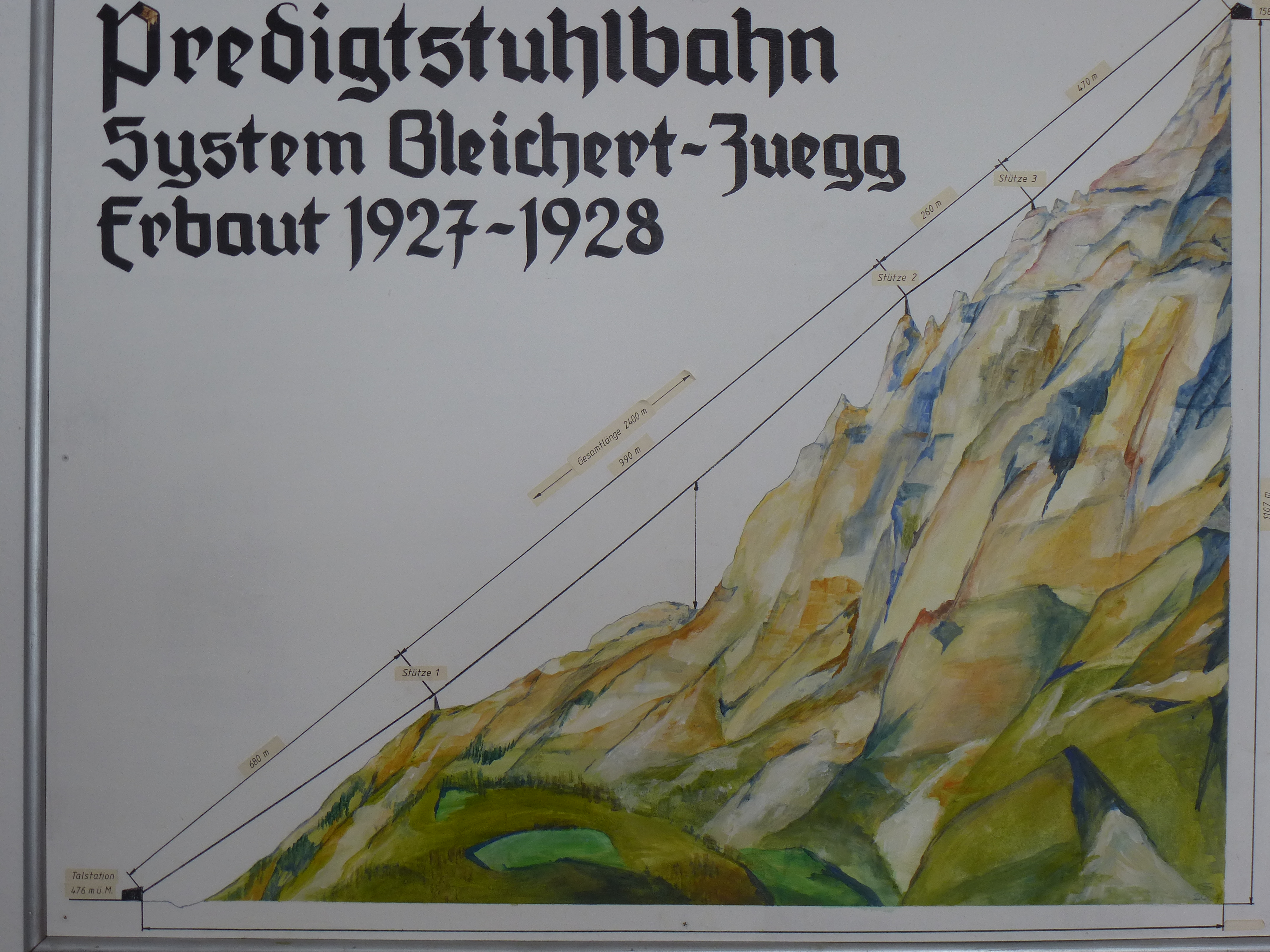
Système Bleichert-Zuegg
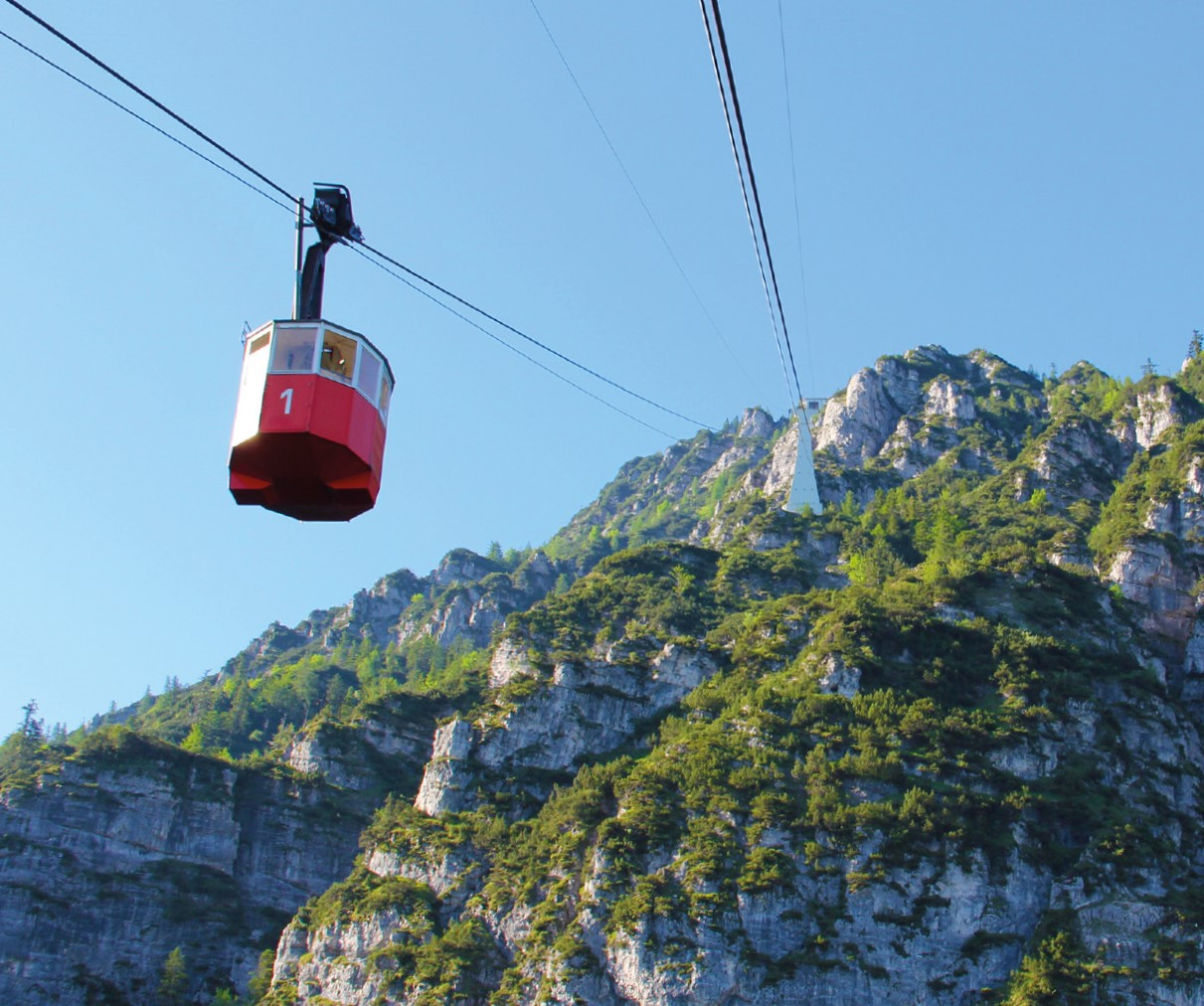
Voiture passagers câble

## L'hôtel

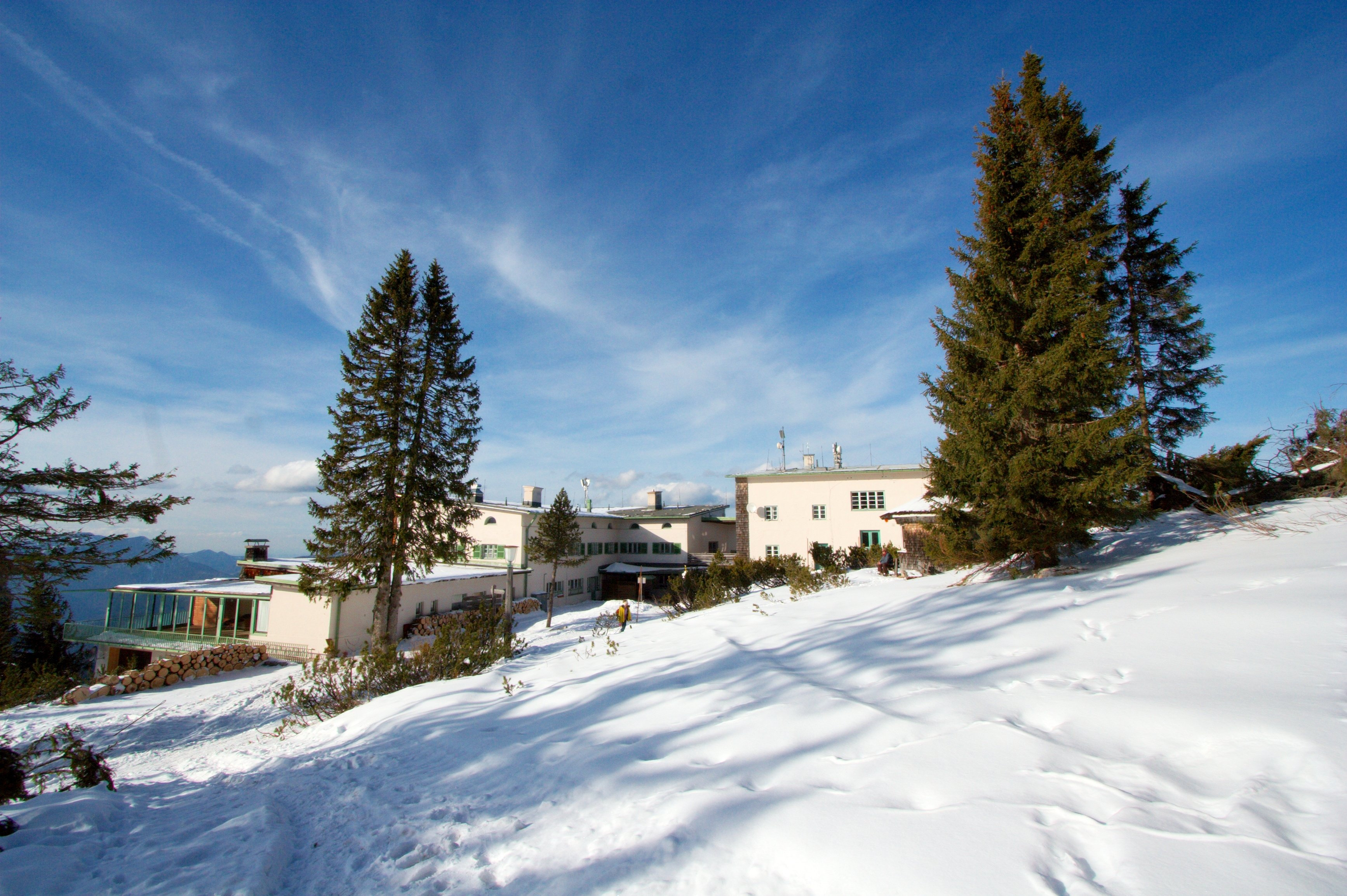
Station du sommet et hôtel

La station d'altitude est aussi un hôtel. Il est situé à 1 583 mètres : c'est le plus vieil hôtel d'altitude d'Allemagne, inauguré en 1928.
De l'hôtel, on a un panorama sur Bad Reichenhall et Salzbourg.

## Caractéristiques techniques
- Altitude de la station de la vallée :    474 m
- Altitude de la station sommitale :   1 583 m
- Dénivelé :    1 140 m
- Longueur :   2 380 m
- Puissance :    150 PS
- Débit :    150 personnes à l'heure
- Durée du trajet : 8 minutes et demie